# Toktamisch

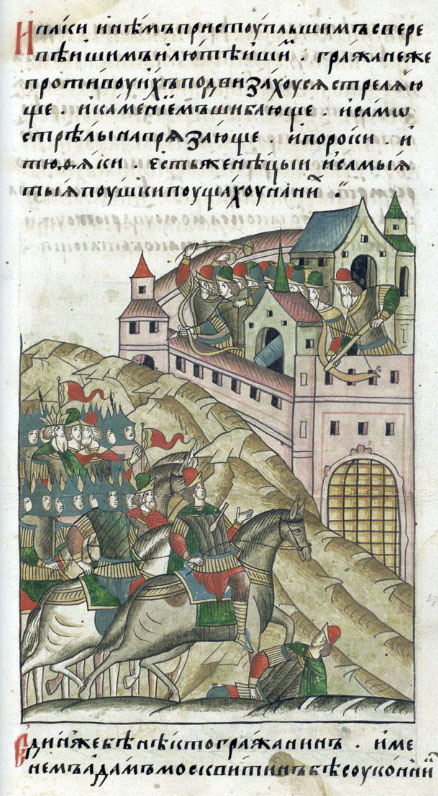
Tochtamisch vor Moskau (16. Jh.)

Toktamisch, auch Tochtamisch, Toqtamisch oder Toqtamiš († 1406/1407 im Raum Tjumen) war ein Nachfahre Dschingis Khans und ein Khan der Goldenen Horde. Er regierte von ca. 1380 bis 1395. Toktamisch entstammte wahrscheinlich der Familie des Tuqa Timur.

## Leben
Toktamisch kam nach mehreren Kämpfen gegen seinen Onkel Urus Khan († 1376) und dessen Söhne in Sibirien um 1376–78 an die Macht und wurde in Signaq zum Khan ernannt. Urus war der Khan der Orda-Horde gewesen und nur mit erheblicher Unterstützung von Mittelasiens Eroberer Timur Leng in Bedrängnis zu bringen. Erst Urus plötzlicher Tod und die Nachfolge seiner schwachen Söhne ebneten Toktamisch den Weg.
Toktamisch beseitigte 1380 den durch die Niederlage von Kulikowo diskreditierten Emir Mamai und vereinigte die Goldene Horde erneut um Sarai. Anschließend stellte er die Oberhoheit der „Mongolen“ in Russland wieder her, wobei es 1382 zur Plünderung Moskaus kam. In seinem Heer dienten zu dieser Zeit nur wenige Tausend gebürtige Mongolen, die Mehrzahl waren Angehörige türkischer Stämme.
Toktamisch geriet zwangsläufig mit seinem früheren Förderer Timur Leng in Konflikt und wurde am 14. April 1391 ein erstes Mal bei Samara im Wolgaraum geschlagen. Aber Timur Leng nutzte seinen Sieg nicht aus. So konnte sich Toktamisch die Herrschaft zurückholen und Timur Leng musste ein zweites Mal gegen ihn zu Felde ziehen. Diesmal zerstörte Timur nach seinem schwer erkauften Sieg am Terek (14. April 1395) sämtliche Städte der Goldenen Horde, auch Sarai, weshalb sich der Staat nicht mehr erholte.
Toktamisch floh nach Litauen und versuchte mit Hilfe des dortigen Fürsten Vytautas, die Macht in der Goldenen Horde zurückzubekommen. Die Allianz erlitt jedoch 1399 in der Schlacht an der Worskla eine Niederlage gegen den Emir Edigü, den neuen starken Mann der Horde. Toktamisch floh ins Khanat Sibir; dort wiederholten sich die Vorgänge und er wurde im Winter 1406/07 von Edigüs Schützling Schadi Beg getötet.
Nach Toktamischs Tod kämpften dessen Söhne mit litauischer Unterstützung weiterhin um den Thron der Goldenen Horde. Es handelt sich dabei um die Prinzen Gelal-ed-Din (1412), Kebek (1414–1415, 1422), Kerim Berdi (1412–1417), Gabbar Berdi (1417) und Kadir Berdi (1419).